# Eclipse (chanson)
Pour les articles homonymes, voir Éclipse (homonymie).
Pistes de The Dark Side of the Moon
Brain Damage
Eclipse (en français Éclipse) est la chanson qui clôt l'album The Dark Side of the Moon du groupe de rock progressif Pink Floyd sorti en 1973.

## Composition
Vers la fin de cette chanson au ton intense, on peut entendre un cœur battre pour créer une « boucle » avec l'ouverture du disque et la chanson Speak to Me. Dans certaines éditions de l'album, quand le cœur commence à battre, on peut entendre faiblement une version orchestrale de la chanson des Beatles Ticket to Ride tiré d'un enregistrement de l'orchestre 
Hollyridge Strings (en) dirigé par Stu Phillips.

## Personnel
- Roger Waters - guitare basse, chant, effets sonores
- David Gilmour - guitares, chœur
- Richard Wright - orgue
- Nick Mason - batterie, percussions, effets sonores
- Lesley Duncan, Doris Troy, Barry St. John, Liza Strike  - chœur

## Liens
- (en) Sources
- Site officiel de Pink Floyd
- Site officiel de Roger Waters
- Site officiel de David Gilmour